# Oreogeton undulatus
Oreogeton undulatus är en tvåvingeart som beskrevs av Collin 1928. Oreogeton undulatus ingår i släktet Oreogeton och familjen Oreogetonidae. Inga underarter finns listade i Catalogue of Life.